# Codec audio
Il codec audio (da codificatore e decodificatore) è un dispositivo software con la funzione principale di codificare (scrittura) o decodificare (lettura) i dati audio. I codec audio sono usati anche per convertire i file audio tra un formato e l'altro, e quindi vengono usati dai programmi di modifica ed elaborazione, come gli editor (audio e video) e i convertitori audio. Tra le altre funzioni, correlate col programma che lo utilizza, c'è anche quella di poter comprimere i dati trattati, in modo automatico o arbitrario, secondo le funzioni caratteristiche del codec specifico. I codec devono essere installati dal produttore, anche nei lettori CD e DVD, nei PC e negli Smartphone, per poter leggere i diversi file audio. In alcuni casi, il codec risiede anche all'interno dello stesso file audio. 
Esistono in commercio decine e decine di codec audio, più o meno moderni e più o meno utilizzati in base ai vari standard (vedi elenco sotto), che è possibile installare dall'utente. 

## Descrizione
I codec audio sono quindi strumenti in grado di trasferire dati e mutarne la loro natura. Correlativamente, possono effettuare anche una compressione dei dati in modo da ridurre la quantità di dati che compone un flusso audio. I codec possono effettuare una compressione senza perdita di informazioni o con perdita di informazioni. Nel caso di compressioni senza perdita di informazioni si possono ottenere dei fattori di compressione del 50% o meno mentre se si utilizzano compressioni con perdita di informazione si possono ottenere compressioni anche del 500% con qualità accettabile.
I dati prodotti dai sistemi audio sono relativamente pochi rispetto a quelli prodotti da un flusso video e difatti esistono codec audio non compressi mentre i codec video non compressi sono riservati ad applicazioni professionali e non sono diffusi tra i personal computer. Comunque la maggior parte dei codec audio adottano tecniche di compressione a perdita di informazione dato che la diffusione di internet ha reso necessario ridurre al minimo i dati trasmessi mentre la potenza di calcolo necessaria per decodificare i flussi audio compressi non costituisce di fatto un problema per gli attuali computer.

## Codec audio noti
- Senza compressione 
  - AIFF
  - WAV

- Compressione lossless
  - APE
  - Apple Lossless Encoding
  - FLAC
  - IFF

- Compressione lossy
  - AAC
  - ATRAC
  - Dolby Digital
  - Digital Theater System
  - G.729
  - MP3
  - Mp3PRO
  - Musepack
  - Opus
  - RealAudio
  - SILK (Skype)
  - Speex
  - Vorbis
  - Windows Media Audio
  - ADC lossy Codec